# 熱血バスケ
熱血バスケ（ねっけつバスケ）は、NHK BS（旧BS1）にて放送されているバスケットボール番組である。

## 概要
B.LEAGUE2シーズン目となる2017年11月6日に「熱血解剖！Bリーグ」のタイトルで放送開始。B.LEAGUEの各試合を取り上げ、戦術などを分析する内容だった。
2019-20シーズンよりタイトルを「熱血バスケ」に改め、B.LEAGUEにとどまらず、日本代表やWリーグ、NBAなどにも範囲を広げる。
2021年9月27日の放送より出演者を一新。新MCには9月に瀬戸内海放送を退社したばかりの白戸ゆめのが就任した。番組内容もリニューアルされ、「バスケを通じて日本を元気に」をテーマに現役選手やタレントなどのゲストが毎回生出演するようになり、バスケの楽しみ方、各地域・大学などのバスケットボール関連の情報に番組の比重が増え、Bリーグの試合内容については減った。2022年シーズンからは再びBリーグの試合のダイジェスト・分析が多くなっている。2023年シーズンより副島淳が新MCとなる。
番組開始より基本は生放送だが録画放送の場合もある。

## 放送時間
- 毎週月曜 21:00 - 21:49（2019-20シーズンまで）
- 毎週月曜 23:00 - 23:50（2020-21シーズン）[4]
  - MLBシーズンと重なる3月以降は23時台に『ワースポ×MLB』を編成するため、同じ曜日の19:00 - 19:50に枠移動する[5]。
- 毎週月曜 19:00 - 19:50（2021シーズンより2022年10月24日まで）
- 毎週金曜 22:50 - 23:40（2022シーズン途中（11月25日）より）
- 毎月最終金曜 23:20 - 24:10（2023年9月放送回より）

## 出演
- MC：副島淳
- 解説：小林慎太郎、佐々木クリス、小宮邦夫、中川聴乃、青木太一
- 応援隊：渡邉美穂、細田佳央太 、まるぴ
- ナレーション：笠間淳

### 過去
- 佐々木クリス（-2021、現在は解説として出演）
- 神田れいみ（-2021）
- 白戸ゆめの（2021-2023）
- 応援リーダー：吉澤閑也（2021-2022年3月、Travis Japan）
- 語り：高城元気（-2023年6月）

## スタッフ

### 2023年シーズンより
- ディレクター - 大矢浩之、金子弘明
- プロデューサー - 中瀬博治
- 制作統括 - 浅田昌之、相場章
- 制作協力 - AX-ON
- 制作 - NHKグローバルメディアサービス